# Саркофаг са моштима цара Душана
 Саркофаг са моштима цара Душана које се одвајкада сматрају чудотворнима, које је открио 1927. године професор Радослав Грујић приликом ископавања манастира Свети Арханђели код Призрена, данас се налазе у цркви Светог Марка у Београду.

## Историја
Стефан Урош IV Душан Немањић познат и као Стефан Душан или Душан Силни, био је последњи српски краљ из династије Немањић, прво је био краљ од 1331. године до 1346, а када се крунисао за цара, под том титулом владао је до смрти 1355. године. Због сумње да је убио оца никада није проглашен за светитеља и његов култ никада није био успостављен, барем не у религијском смислу. У националном, државном смислу, Немањићка Србија је била највећа у време његове власти, и била је једна од најсређенијих држава свог времена на целом Старом континенту.
Издао је Законик, као својеврсну синтезу српског обичајног права и оног ромејског.
Узрок смрти никада није утврђен али се говорило о тровању, можданом удару, грозници и чак епилепсији. Ни место његове смрти није утврђено поуздано. Остаје као највероватније село Ђавол или Девол, које се налази на левој обали Вардара, северно од села Богданца, ка Ђевђелији. Након смрти сахрањен је у цркви манастира Светих Арханђела Михаила и Гаврила, у Призрену, у својој задужбини, грађеној од 1347. до 1350. године, у којој је нарочито дивљење изазивао мозаички под и припремљен царев гроб са лежећом фигуром покојника по западњачком узору. 
Цркву су Турци, по доласку у Призрен срушили и од њеног камена наводно подигли џамију. Испод остатака ове цркве вековима су, од његове смрти 1355. године па све до 1927. године када је опљачкани гроб откривен, лежале разбацане кости овог владара.

### Историјат открића моштију
Професор Радослав Грујић, велики српски научник и богослов, историчар, теолог и археолог, 1927. године је приликом ископавања манастира Свети Арханђели код Призрена, пронашао земне остатке цара Душана испод остатака саркофага, на коме је у високом рељефу, на беличастом мрамора, по западном обичају, коме у средњовековној Србији нема примера, био представљен цар с мачем на грудима. Око гроба је било на стотине комадића поломљеног саркофага и неколико прилично очуваних делова још једне цареве мраморне статуе у природној величини. У гробу је Грујић пронашао испретуране кости, које и поред пљачке вредних предмета ипак остале сачуване. Том приликом проф. Грујић је забележио: 
Народ, а нарочито потомци старе властеле у доба тешких невоља отимали су се као о амајлије о кости великог цара. Његови успеси изгледали су ненадмашиви, па су и моштима његовим приписивали магичку моћ.
 То је приморало овог научника да се наредних деценија грчевито бори да сачува мошти од крадљиваца реликвија, немачких окупатора и острашћених револуционара, па је он према наводима Душана Глумца, некадашњи професор Богословског, а тада Филозофског факултета, кости цара Душана донео у капелу Патријаршије у којој су скриване у тајности од тадашњих власти, и наводи 
...да их је Грујић, чувао у картонској кутији у својој библиотеци...и наглашава..да је патријарх Герман морао знати за њихово постојање.
 Постоји прича да је проф. Грујић мошти чувао на најнеобичнијим мјестима како не би биле уништени или украдени.
Постоји и прича да се 1941. године, током бомбардовања Београда, Грујић нагнуо преко сандука са моштима да својим телом заштити остатке последњег српског цара.
Временом Душанова задужбина у Призрену је после Грујићеве смрти била заборављена све до 1961, када др Слободан Ненадовић наставио са истраживање и начинио праву студију у којој је детаљно реконструисао изглед манастира Светих арханђела.

Почетком деведесетих година покренута је иницијатива да се Душанова задужбина поново обнови и изгради на основу радова Грујића и Ненадовића, али да тога није дошло највише захваљујући академским сујетама, али и чињеници да су током земљотреса 1963. у Скопљу нестали делови рељефа, глава, рука и шака цара Душана, или како наводи Владимир Давидовић, дугогодишњи секретар САНУ и један од најбољих познавалаца српске баштине, 
Неки су причали да су украдени, а други их је земљотрес претворио у прашину, мада ту судбину нису доживели други камени украси из Светих арханђела. Мада, истину говорећи, остатке Душановог саркофага нико из Србије није никада званично тражио.

### Пренос моштију у цркву Светог Марка
Прве назнаке о преносу моштију у Цркву Светог Марка у Београду, од стране СПЦ јавиле су се с почетка друге половине 20. века, које су према оцени Душана Глумца, тадашњег професор Богословског и Филозофског факултета у Београду, имале за циљ да се преношење Душанових костију прикаже као демонстрација и позив на окупљање Срба. То је у врху КПЈ изазвало велику узнемиреност, о којој је у архиву Југославије проф. др Вељко Ђурић открио...
...строго поверљиве документе Савезног извршног већа и Државне комисије за верска питања, који сведоче о паници после најаве Патријаршије СПЦ да ће мошти цара Душана 18. маја 1968. бити свечано пренете у Цркву светог Марка. Тадашње власти СФРЈ ову вест су сазнале из листа „Православље“, само неколико дана пре свечаности и панично послале агенте верских комисија да истраже „сумњиву акцију“...а као главна тема истраге наводи се испитивање мотива СПЦ да се царске мошти пренесу у Цркву Светог Марка после деценијског скривања. Њихови извештаји тиме сведоче о непријатном изненађењу партијских апаратчика који нису ни знали за постојање Душанових моштију.
 

Како је партијски апарат СКЈ и СКС закључили да се пренос моштију не може спречити пошто је хиљаде грађана најавило долазак на опело које ће над царским саркофагом обавити патријарх Герман и архијереји СПЦ, у поверљивој „Информацији у вези преноса костију цара Душана“ од 16. маја 1968. године, стоји 
Међутим, сматрамо да патријарху Герману треба замерити што се читава акција припремила и спроводи без икаквих консултација
 Пренос моштију обављен је 1968. године у посебно сачињеном саркофагу који је, након уноса у цркву уз све црквене почасти, смештене у за ту намену посебну у мермеру изграђену гробницу, уз јужни зид главног брода цркве Светог Марка у Београду. Гробница је урађена по пројекту др Драгомира Тадића.
Један од прва два мозаика постављена у првој деценији 21. века у Цркви Светог Марка био је онај изнад ковчега са моштима цара Душана - сцена крунисања, док је други постављен изнад гроба Његове светости патријарха Германа.